# 栗田勇人
栗田 勇人（くりた はやと、1967年6月1日 - ）は、NHKのシニアラジオアナウンサー。

## 人物
海城高等学校を経て国際基督教大学卒業後、1992年入局。

## 過去の出演番組
甲府局時代
- イブニングネットワークやまなし
- ニュースセンターやまなし630（中継リポート）

奈良局時代
- ならナビ（キャスター）
- なら845（不定期）
- ニュースなら610（キャスター）
- コールサインアナウンス（異動後もテレビ、ラジオともに担当）

ラジオセンター時代
- すっぴん!（プロデューサー）[1]
- 夏休み子供科学電話相談（プロデューサー）

徳島放送局時代（2017年6月- 2020年7月）
- 徳島県のニュース
- とくしまニュース845（不定期）
- おはよう徳島（不定期）
- とく6徳島（編集責任者）
- ひるどき四国・徳島（編集責任者）
- あわメロ（編集責任者）
- あわメロ★R（編集責任者）
- 徳島放送局制作番組の編集責任者
- 放送部副部長（アナウンス統括）